# Bertha Petterssons hus
Bertha Petterssons hus är ett komplex av tre byggnader i Mariestad, Västra Götalands län. Huset mot torget byggdes ursprungligen på 1700-talet, efter att stadsbranden 1693 förstört stora delar av området. 
1823 rev Georg Northman huset och endast källaren bevarades. I sitt nya hus, som stod klart 1829 hade Northman bland annat en klubb för stadens borgare, där fester hölls, något som levde kvar ännu något decennium efter att Northman gått bort 1852. 1884 köptes huset av bleckplåtslagaren Albert Pettersson, som hade sitt plåtslageri på innergården. Året efter bröt nästa stora stadsbrand ut, men huset klarade sig. 1937 tog Petterssons dotter  Johanna Charlotta Albertina "Bertha" Pettersson över och bedrev inredningsaffär i byggnadens östra sida - själv bodde hon på övervåningen.
År 1968, två år efter Bertha Petterssons bortgång, köptes huset och huset mot Kyrkogatan, liksom byggnaden på gården, av  stiftelsen Bertha Petterssons hus för att bevara dem för eftervärlden. 1971 revs vissa av husen i kvarteret och ersattes med nya, samtidigt som en renovering av de kvarvarande skedde. Huset blev byggnadsminne 1977.